# Cyclichthys orbicularis
Cyclichthys orbicularis és una espècie de peix de la família dels diodòntids i de l'ordre dels tetraodontiformes.

## Morfologia
- Els mascles poden assolir 30 cm de longitud total.[5][6]

## Hàbitat
És un peix marí, de clima tropical i associat als esculls de corall que viu entre 9-170 m de fondària.

## Distribució geogràfica
Es troba des del Mar Roig i l'Àfrica oriental fins a les Filipines, el sud del Japó, Austràlia i Nova Caledònia. També és present a la costa sud atlàntica de Sud-àfrica.